# Geraldo Damasceno
Geraldo Damasceno, mais conhecido, às vezes, como Geraldino Damasceno, ou apenas Geraldino (São Pedro do Turvo, 17 de novembro de 1937 — Curitiba, 29 de junho de 2012), foi um treinador, dirigente e ex-futebolista brasileiro, que atuou como meia.

## Carreira

### Como jogador
Nascido no Interior de São Paulo, Geraldino começou sua carreira na própria região, primeiro passando pela Santacruzense de Santa Cruz do Rio Pardo e depois pelo pequeno São Bento de Marília. Tempos depois, apareceu atuando no futebol amador de Curitiba, pelo Trieste. Após uma breve passagem pelo tradicional Botafogo, Geraldino voltou ao Paraná para atuar por Esportiva de Jacarezinho, Ferroviário de Curitiba e, finalmente, pelo Atlético Paranaense, clube no qual encerrou sua carreira dentro das quatro linhas, e também onde conquistou o Estadual em 1958 — seu único título como jogador.

### Como treinador
| “ | Meus laterais parecem isopor: nunca vão ao fundo. | ” |

Após encerrar sua carreira como atleta no Paraná, Geraldino deu início a sua trajetória como técnico no próprio estado. Esteve no comando de Ferroviário (onde foi Bicampeão Paranaense em 1965 e 1966) e Água Verde (no qual voltou a erguer o troféu do Estadual, dessa vez em 1967), antes de chegar ao clube no qual encerrara sua carreira. E foi justamente no Furacão que o agora treinador consagrou-se e recebeu todo o carinho da torcida atleticana. Mais uma vez, Geraldino escreveu seu nome no futebol paranaense, conquistando seu quinto título estadual (um como jogador e quatro como técnico), agora com o Rubro-Negro em 1982. Pelo Atlético, o treinador ainda atuou inúmeras vezes como técnico interino e, décadas depois, como dirigente.
Até 1992, ano de sua última passagem como técnico pelo Atlético-PR, Geraldino foi o treinador com maior número de partidas (55 jogos) e de vitórias (16) pelo Furacão no Campeonato Brasileiro.
Também acumulou passagens por outros pequenos e grandes clubes sulistas: Coritiba, Colorado, Pinheiros-PR, Paraná, Figueirense, Juventude e Joinville.

## Títulos
| “ | (...) A diferença entre ser treinador e jogador, como eu passei pelas duas coisas, é que como jogador você faz a história com o gol e como treinador você ajuda a construir a vitória e às vezes é responsável pelo sucesso. Dos 20 títulos que disputei, conquistei 10 e fui vice-campeão nos outros 10 (...) | ” |

### Como jogador
Atlético-PR
- Campeonato Paranaense: 1958

### Como treinador
Ferroviário-PR
- Campeonato Paranaense: 1965 e 1966

Água Verde (atual Pinheiros-PR)
- Campeonato Paranaense: 1967

Colorado
- Taça Cidade de Curitiba: 1974 e 1975

Atlético-PR
- Campeonato Paranaense: 1982

## Campanhas de destaque

### Como treinador
Atlético-PR
- Campeonato Paranaense: 1963 (vice-campeão)
- Campeonato Brasileiro - Série B: 1982 (18º na classificação geral e promovido)[29]

Colorado
- Campeonato Paranaense: 1974 (vice-campeão, compartilhado com o Atlético Paranaense)[30]

Figueirense
- Taça Cidade (Florianópolis): 1984 (vice-campeão)[31]

## Morte[32][33]
Geraldino faleceu no dia 29 de junho de 2012, uma sexta-feira, no Hospital das Nações, onde estava internado. Naquele mesmo dia, ocorreu seu velório na Capela Mortuária Jardim da Saudade II e, mais tarde, às 17h, seu sepultamento no crematório da Associação Beneficente Jardim da Saudade, em Pinhais, na Região Metropolitana de Curitiba.